# 中野重人
中野重人（なかの　しげと、1937年9月15日-　）は、日本の文部官僚、教育学者。

## 来歴
鹿児島県生まれ。広島大学教育学部公立小中学校教員養成課程卒。公立中学校教員、1969年広島大大学院修士課程修了、宮崎大学教育学部講師、助教授を経て、1979年文部省教科調査官となる。1989年の学習指導要領の改訂に従事し、小学校低学年に生活科が新設されたことに伴い、初代の生活科担当の教科調査官となる。91年文部省視学官、95年国立教育研究所教科教育研究部長、2000年日本体育大学教授。2008年退任。ゆとり教育の推進・擁護者でもある。

## 著書
- 『社会科評価の理論と方法』明治図書出版 1985
- 『改訂小学校教育課程講座 生活』ぎょうせい 1989
- 『生活科教育の理論と方法』東洋館出版社 1990
- 『生活科の授業づくりQ&A』明治図書出版 1990
- 『学校はなぜ変わらなくてはならないか そして、どう変えるか 21世紀のビジョン』明治図書出版 オピニオン叢書 1995
- 『生活科のロマン ルーツ・誕生とその発展』東洋館出版社 1996
- 『学校はなぜ変われないのか その理由を探すあなたへの処方箋』明治図書出版 オピニオン叢書 1999
- 『"学力低下論"と"ゆとり教育" どちらが"出来ない子"に心痛める教育か』明治図書出版 オピニオン叢書 緊急版 2002

### 主な共編著
- 『講座・社会科基礎学力の指導』全6巻 編 明治図書出版 1985
- 『生活科の評価』中村満洲男共編著 第一法規出版 1992
- 『小学校生活科活動細案』全6巻 編 明治図書出版 1993
- 『生活科事典』谷川彰英,無藤隆共編 東京書籍 1996
- 『激論"生活科の未来"とは何か』樋口雅子共著 明治図書出版 オピニオン叢書 緊急版　1997
- 『自ら学ぶ「総合的な学習の時間」のつくり方 だれにでもできる実践ガイド』廣嶋憲一郎共編著 東洋館出版社 1999
- 『総合的な学習は学力崩壊か・学校再生か 至論・駁論』目賀田八郎共著 東洋館出版社 2000
- 『総合的な学習の道具箱 設計・活動・評価に役立つ67のアイディア』北俊夫共編著 東洋館出版社 2002

## 論文
- Cinii